# Кочегуры
Кочегу́ры — село в Чернянском районе Белгородской области России, административный центр Кочегуренского сельского поселения.

## Географическое положение
Находится в северо-восточной части Белгородской области в 20 км от районного центра. Бо́льшая часть села располагается на левом берегу реки Ольшанки.

## Название
Название Кочегуры (старое название Кучугуры) означает местность с небольшими холмами и мелкими овражками, что подтверждается наличием оврагов и балок в данной местности.

## История
Деревня существовала уже в XVI веке. Рядом возникли поселения Тинковка, Алпеевка (Волкова) и сельцо Волкова. Впоследствии все эти поселения объединились с Кочегурами в одну деревню. В Кочегурах нашли чугунную надгробную плиту с надписью: «Коллежский регистратор Симеон, супруга его Ксения, мать Домна, отец Афанасий, прадед вахмистр Акиндин, родившиеся и умершие в 16-17-18 столетиях, выходцы Тульской губернии города Черни основатели деревни Кочегур». В 1902 году село Кочегуры относились к приходу Михаило-архангельской церкви села Проточное. Во время Великой Отечественной войны погибло и пропало без вести 165 уроженцев села.

## Население
| 2002 | 2010 |
| ---- | ---- |
| 1107 | ↘908 |